# Itoitantulus misophricola
Itoitantulus misophricola is een kreeftachtigensoort uit de familie van de Deoterthridae. De wetenschappelijke naam van de soort is voor het eerst geldig gepubliceerd in 1992 door Huys, Ohtsuka Boxshall & Itô.